# Wasylów Wielki
Wasylów Wielki – wieś w Polsce, położona w województwie lubelskim, w powiecie tomaszowskim, w gminie Ulhówek.
| SIMC    | Nazwa      | Rodzaj    |
| ------- | ---------- | --------- |
| 0904693 | Bocianówka | część wsi |
| 0904701 | Kąty       | część wsi |
| 0904718 | Krzewica   | część wsi |
| 0904724 | Wygon      | część wsi |

W II Rzeczypospolitej wieś w powiecie rawskim województwa lwowskiego.
Wieś jest sołectwem w gminie Ulhówek. Według Narodowego Spisu Powszechnego z roku 2011 wieś liczyła 166 mieszkańców.
W latach 1943–1946 nacjonaliści ukraińscy z OUN-UPA oraz Ukraińskiej Policji Pomocniczej zamordowali tutaj 145 Polaków, paląc kościół i plebanię oraz większość polskich gospodarstw.
W latach 1975–1998 miejscowość administracyjnie należała do województwa zamojskiego.
We wsi mieszka 510 osób.
Wieś jest siedzibą rzymskokatolickiej parafii św. Anny w Wasylowie Wielkim.